# Stop Killer Coke
La campagna di sensibilizzazione e di boicottaggio Stop Killer Coke è stata lanciata nel 2005 dal sindacato SINALTRAINAL con l'obiettivo dichiarato di fermare i gravi episodi di violenza antisindacale che i lavoratori degli stabilimenti d'imbottigliamento della Coca Cola situati in Colombia hanno denunciato di aver subito.

## Le violenze
I vertici del SINALTRAINAL sostengono che il sindacato è attualmente al centro di un ciclo di efferate violenze che comprendono l'uccisione di otto esponenti di spicco dell'organizzazione, un elevato numero di rapimenti, intimidazioni e la distruzione di sedi sindacali. Il rischio per l'incolumità degli attuali dirigenti è documentato anche da rapporti di Amnesty International,.

L'azienda che imbottiglia la bevanda è stata denunciata negli Stati Uniti dalla United Steelworkers of America e dall'International Labor Rights Fund per conto del SINALTRAINAL per aver diretto i corpi paramilitari che si sono resi autori di tali violenze allo scopo di reprimere la sindacalizzazione nei propri stabilimenti.

## La difesa della Coca Cola
L'azienda sostiene che gli stabilimenti di imbottigliamento non sono direttamente controllati (in quanto appartenenti all'azienda imbottigliatrice) e dichiara quindi di non potersi assumere alcuna responsabilità riguardo alle violenze perpetrate contro i lavoratori di tali stabilimenti.

## Fatti d'attualità correlati
La campagna Stop Killer Coke ha portato, nel gennaio e febbraio 2006, alle contestazioni al passaggio della Fiamma olimpica di Torino 2006.